# Ferrari F1-75
Chronologie des modèles (2022)
Ferrari SF21 Ferrari SF-23
La Ferrari F1-75 est la monoplace de Formule 1 engagée par la Scuderia Ferrari dans le cadre de la saison 2022 du championnat du monde de Formule 1. Elle est pilotée par le même duo de pilotes que la saison précédente, l'Espagnol Carlos Sainz Jr. et le Monégasque Charles Leclerc.

## Résultats en championnat du monde de Formule 1
| Saison | Écurie           | Moteur                                   | Pneus   | Pilotes          | Courses | Courses | Courses | Courses | Courses | Courses | Courses | Courses | Courses | Courses | Courses | Courses | Courses | Courses | Courses | Courses | Courses | Courses | Courses | Courses | Courses | Courses | Points inscrits | Classement |
| Saison | Écurie           | Moteur                                   | Pneus   | Pilotes          | 1       | 2       | 3       | 4       | 5       | 6       | 7       | 8       | 9       | 10      | 11      | 12      | 13      | 14      | 15      | 16      | 17      | 18      | 19      | 20      | 21      | 22      | Points inscrits | Classement |
| ------ | ---------------- | ---------------------------------------- | ------- | ---------------- | ------- | ------- | ------- | ------- | ------- | ------- | ------- | ------- | ------- | ------- | ------- | ------- | ------- | ------- | ------- | ------- | ------- | ------- | ------- | ------- | ------- | ------- | --------------- | ---------- |
| 2022   | Scuderia Ferrari | Ferrari V6 turbo hybride Tipo 066/7 1.6L | Pirelli |                  | BAH     | SAU     | AUS     | EMI     | MIA     | ESP     | MON     | AZE     | CAN     | GBR     | AUT     | FRA     | HON     | BEL     | P-B     | ITA     | SIN     | JAP     | USA     | MEX     | SAO     | ABU     | 554             | 2e         |
| 2022   | Scuderia Ferrari | Ferrari V6 turbo hybride Tipo 066/7 1.6L | Pirelli | Charles Leclerc  | 1er     | 2e      | 1er     | 6e      | 2e      | Abd.    | 4e      | Abd.    | 5e      | 4e      | 1er     | Abd.    | 6e      | 6e      | 3e      | 2e      | 2e      | 3e      | 3e      | 6e      | 4e      | 2e      | 554             | 2e         |
| 2022   | Scuderia Ferrari | Ferrari V6 turbo hybride Tipo 066/7 1.6L | Pirelli | Carlos Sainz Jr. | 2e      | 3e      | Abd.    | Abd.    | 3e      | 4e      | 2e      | Abd.    | 2e      | 1er     | Abd.    | 5e      | 4e      | 3e      | 8e      | 4e      | 3e      | Abd.    | Abd.    | 5e      | 3e      | 4e      | 554             | 2e         |

Légende : ici 